# Christian Zock
Guy Christian Zock Apeb (6 maggio 1994) è un calciatore camerunese, centrocampista del Bavois.

## Caratteristiche tecniche
È un centrocampista centrale.

## Carriera

### Nazionale
Ha esordito con la nazionale camerunese il 25 marzo 2015 in occasione dell'amichevole vinta 1-0 contro l'Indonesia, subentrando al 75º minuto a Daniel Ndi.

## Statistiche

### Cronologia presenze e reti in nazionale
| Cronologia completa delle presenze e delle reti in nazionale ― Camerun | Cronologia completa delle presenze e delle reti in nazionale ― Camerun | Cronologia completa delle presenze e delle reti in nazionale ― Camerun | Cronologia completa delle presenze e delle reti in nazionale ― Camerun | Cronologia completa delle presenze e delle reti in nazionale ― Camerun | Cronologia completa delle presenze e delle reti in nazionale ― Camerun | Cronologia completa delle presenze e delle reti in nazionale ― Camerun | Cronologia completa delle presenze e delle reti in nazionale ― Camerun |
| Data                                                                   | Città                                                                  | In casa                                                                | Risultato                                                              | Ospiti                                                                 | Competizione                                                           | Reti                                                                   | Note                                                                   |
| ---------------------------------------------------------------------- | ---------------------------------------------------------------------- | ---------------------------------------------------------------------- | ---------------------------------------------------------------------- | ---------------------------------------------------------------------- | ---------------------------------------------------------------------- | ---------------------------------------------------------------------- | ---------------------------------------------------------------------- |
| 25-3-2015                                                              | Sidoarjo                                                               | Indonesia                                                              | 0 – 1                                                                  | Camerun                                                                | Amichevole                                                             | -                                                                      | 75’                                                                    |
| 30-3-2015                                                              | Nonthaburi                                                             | Thailandia                                                             | 2 – 3                                                                  | Camerun                                                                | Amichevole                                                             | -                                                                      | 91’                                                                    |
| 6-6-2015                                                               | Colombes                                                               | Burkina Faso                                                           | 2 – 3                                                                  | Camerun                                                                | Amichevole                                                             | -                                                                      | 46’                                                                    |
| 18-10-2015                                                             | Yaoundé                                                                | Camerun                                                                | 0 – 0                                                                  | Rep. del Congo                                                         | CHAN 2016 - Primo turno                                                | -                                                                      |                                                                        |
| 31-10-2015                                                             | Brazzaville                                                            | Rep. del Congo                                                         | 0 – 1                                                                  | Camerun                                                                | CHAN 2016 - Primo turno                                                | -                                                                      |                                                                        |
| 6-1-2016                                                               | Gisenyi                                                                | Ruanda                                                                 | 1 – 1                                                                  | Camerun                                                                | Amichevole                                                             | -                                                                      | 55’                                                                    |
| Totale                                                                 |                                                                        | Presenze                                                               | 6                                                                      |                                                                        | Reti                                                                   | 0                                                                      |                                                                        |

## Palmarès

### Club

#### Competizioni nazionali
- Challenge League: 1

Yverdon: 2022-2023